# Джон Чарльз Пратт, 4-й маркиз Кэмден
Джон Чарльз Пратт, 4-й маркиз Кэмден (англ. John Charles Pratt, 4th Marquess Camden; 9 февраля 1872 — 15 декабря 1943) — британский пэр, который кратко носил титул учтивости — граф Брекнок в 1872 году.

## История и образование
Родился 9 февраля 1872 года на Итон-сквере в Лондоне. Третий и единственный оставшийся в живых сын Джона Пратта, 3-го маркиза Кэмдена (1840—1872), и леди Клементины Августы Спенсер-Черчилль (1848—1886), дочери Джорджа Спенсера-Черчилля, 6-го герцога Мальборо. Он был двоюродным братом лорда Рэндольфа Черчилля по материнской линии.
Он унаследовал титул 4-го маркиза Кэмдена в возрасте двух месяцев после ранней смерти своего отца (4 мая 1872 года) и впоследствии получил образование в Итоне (1885—1890) и Тринити-колледже в Кембридже.

## Карьера
В 1905 году маркиз Кэмден был назначен лордом-лейтенантом Кента. Эту должность он занимал до своей смерти в 1943 году. Он сражался в Первую мировую войну в звании майора в кавалерии Западного Кента, где был награжден Территориальным орденом. Он также был заместителем лейтенанта Сассекса с 1894 по 1922 год , а также мировым судьей графства Сассекс. В 1933 году он был назначен рыцарем Большого креста Королевского Викторианского ордена. С 1942 по 1943 год он был коммодором престижной Королевской яхтенной эскадры.

## Семья

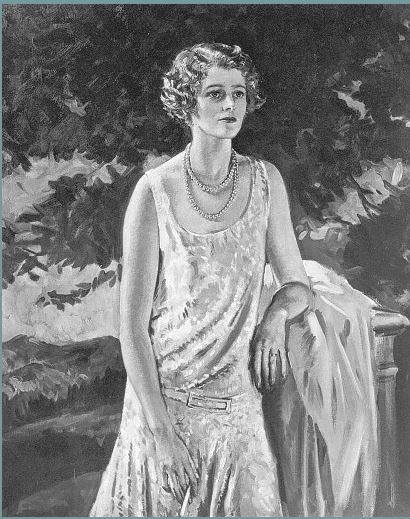
Графиня Брекнок, 1929 год

2 июня 1898 года во Франте (Сассекс) маркиз Кэмден женился на леди Джоан Марион Невилл (16 июля 1877 — 4 июля 1952), старшей дочери Генри Невилла, 3-го маркиза Абергавенни (1854—1938), и его первой жены Вайолет Стритфейлд (? — 1880). У супругов было два сына и две дочери:
- Джон Чарльз Генри Пратт, 5-й маркиз Кэмден (12 апреля 1899 — 22 марта 1983), старший сын и преемник отца
- Леди Ирен Хелен Пратт (23 декабря 1906—1976), 1-й муж с 1926 года (развод в 1933) майор достопочтенный Арчибальд Эдвард Кьюбитт (1901—1972), от брака с которым у неё был один сын; 2-й муж с 1933 года (развод в 1937) Джеймс Кэмерон Кларк; 3-й муж с 1937 года Чарльз Клод Джервис Кроуфурд, от брака с которым у неё был один сын.
- Леди Фиона Пратт (4 марта 1911—1985), 1-й муж с 1931 года (развод в 1944) сэр Джон Джерард Генри Флитвуд Фуллер, 2-й баронет (1906—1981), от которого у неё было двое сыновей; 2-й муж с 1944 года Эдвард Джон Сидни Кристиан Уэлбор Эллис Агар, 5-й граф Нормантон (1910—1967), от брака с которым у неё также было двое сыновей.
- Майор лорд Родерик Артур Невилл Пратт (13 февраля 1915 — 30 мая 1997), женат с 1945 года на Урсуле Еве Уиндем-Куин (1921—1993), от брака с которой у него было двое детей.

4-й маркиз Кэмден скончался в декабре 1943 года в возрасте 71 года, и ему наследовал титул маркиза его старший сын Джон. Маркиза Кэмден умерла в июле 1952 года в возрасте 74 лет.